# The Story of Kristy Killings
The Story of Kristy Killings — третій альбом гурту Snow White's Poison Bite у загальному, але перший студійний альбом. Виданий 27 жовтня 2010 року у США та Японії. До альбому увійшли 11 композицій, 3 сингли та одне відео (до пісні «The End Of Prom Night»). Даний альбом повністю присвячений образу дівчини на ім'я Крісті, з якою у кожній пісні відбуваються різні ситуації. В більшості пісень Крісті виступає або вбивцею, або дівчиною, яка вчиняє самогубство. За жанром альбом відносять до пост-хардкору з рисами поп-панку, причому за текстами пісень його можна також віднести до стилю горрор, адже всі пісні містять як тематику жахів, так і гумору та сарказму.

Крісті у кліпі «The End of Prom Night»

## Список композицій
- 01 — Symphonies for the Damned
- 02 — Valentines Doom
- 03 — Darling this Movie Was Filmed in Horrorwood on the Thirteenth
- 04 — The End of Prom Night
- 05 — Down in the Morgue
- 06 — Kristy Killings
- 07 — Splattersplatterbloodsplatter
- 08 — Serial Killer Girl (Come On Come On Kill Me)
- 09 — Lets Get Dead with the Living Dead
- 10 — We All Know the Wedding is Over
- 11 — The Dreadful Lullaby